# Акведук Понткісіллте
52°58′14″ пн. ш. 3°05′16″ зх. д. / 52.97053° пн. ш. 3.08783° зх. д.
Акведук Понткісіллте (англ. Pontcysyllte Aqueduct, вал. Traphont Pontcysyllte) — судноплавний акведук над долиною річки Ді на північному сході Уельсу, Велика Британія. Акведук, яким проходить канал Лланголлен, розташовується між селами Кевн-Маур і Вронкісіллте і є щонайдовшим і найбільш високим акведуком у Великій Британії.

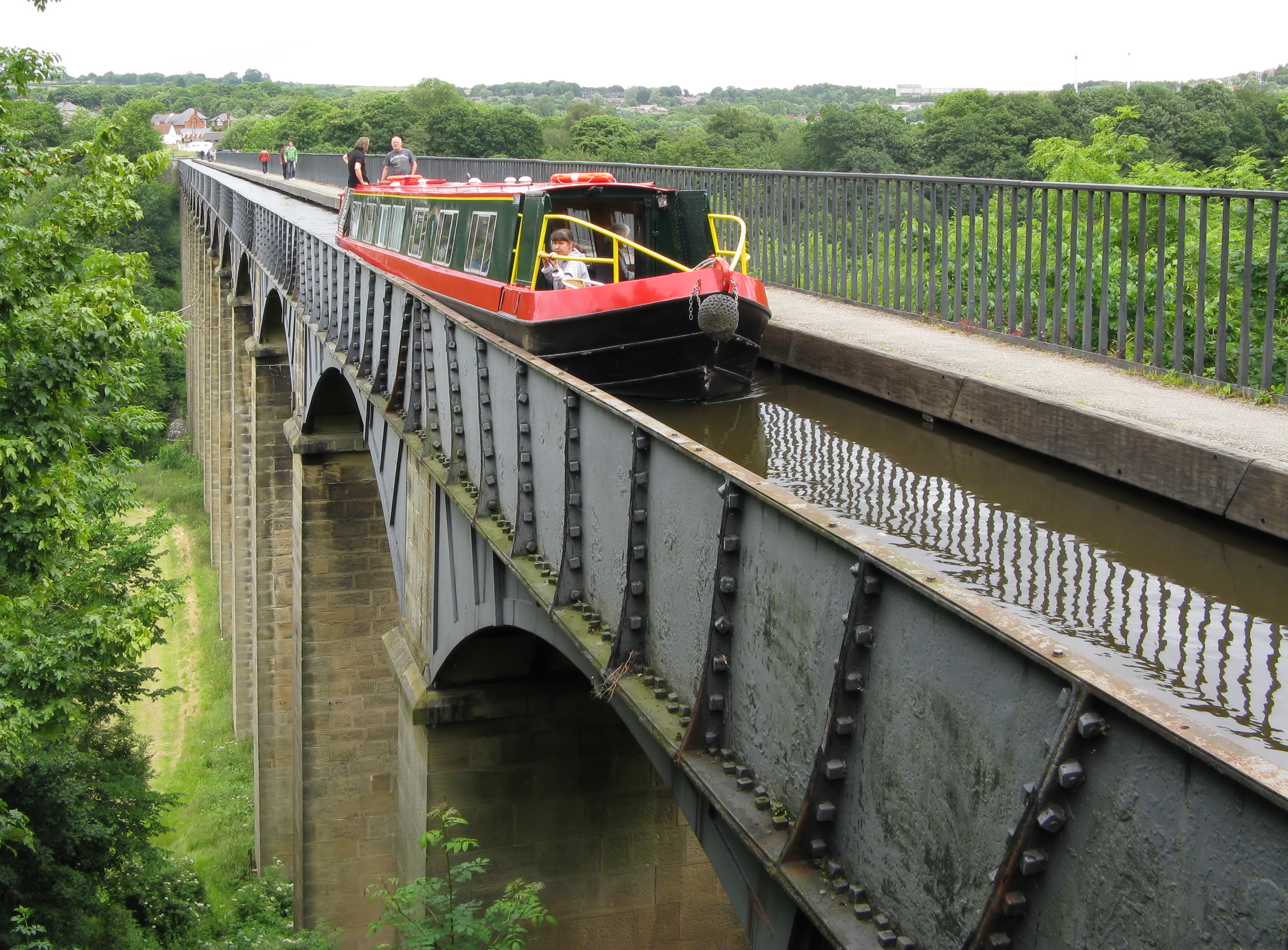
Човен, що пропливає акведуком.

2009 року акведук Понткісілте був занесений до списку Світової спадщини ЮНЕСКО як «віха в історії цивільної інженерії епохи промислової революції». У рішенні про внесення акведука в список були особливо відмічені його ідеальна вписаність в складний ландшафт і вплив, який він надав на подальше мостобудівництво.
Опісля більш ніж 200 років після свого відкриття все ще використовується і є однією з найбільш завантажених ділянок канальної мережі Великої Британії, пропускаючи близько 15 тис. човнів на рік. Висота каналу з обох боків долини річки Ді становить 38 м.

## Історія
Початковий план з прокладки каналу нижче і будівництва шлюзів був знехтуваний унаслідок надмірної витрати води. Будувати акведук на небувалій висоті було доручено інженерові Томасу Телфорду, який працював на Вільяма Джессопа, найвідомішого будівельника каналів того періоду.
Перший камінь був закладений 25 липня 1795 року. Опори будувалися порожнистими для зменшення ваги, будівельний розчин складався з вапна, води і бичачої крові. Форма опор клиноподібна, у основи їх ширина становить 8 м, у верхній частині — 5 м. Замість традиційного використання каменя і глини для будівництва самого жолоба і арок, що підтримують його, був вибраний чавун. Всі деталі акведука були вироблені на спеціально створеному залізообробному заводі «Plas Kynaston Ironworks». Всього було побудовано 19 прольотів сумарною довжиною 313 м. Жолоб має глибину 1,6 м і ширину 3,6 м; по одній з його сторін проходить пішохідна доріжка.
Офіційне відкриття відбулося 26 листопада 1805 року. Вартість будівництва склала 45 тис. фунтів. Вальтер Скотт відзивався про акведук Понткісіллте як про прекрасний витвір мистецтва.
У січні 1998 року в ході ремонтних робіт воду з акведука об'ємом 1,5 млн літрів злили у річку Ді, що зібрало великий натовп глядачів Ремонтні роботи також проводилися 2005 року, на 200-річний ювілей.

## Ресурси Інтернету
- Dan Gray. 3D-анімація будівництва акведука (англійською) . Vimeo. Архів оригіналу за 2 квітня 2012. Процитовано 25 червня 2009.